# Guwanç Rejepow
Guwanç Rejepow (né le 20 avril 1982 à l'époque en RSS du Turkménistan et aujourd'hui au Turkménistan) est un footballeur international turkmène, qui évolue au poste de défenseur.

## Biographie

### Carrière en sélection
Guwanç Rejepow reçoit 20 sélections en équipe du Turkménistan entre 2004 et 2012.
Il participe avec l'équipe du Turkménistan à la Coupe d'Asie des nations 2004 organisée en Chine. Lors de cette compétition, il joue un match contre l'Ouzbékistan.
Il dispute également les éliminatoires du mondial 2006.

## Palmarès
HTTU Achgabat
| - Championnat du Turkménistan (1) : - Champion : 2013. - Vice-champion : 2007 et 2011. - Coupe du Turkménistan (1) : - Vainqueur : 2011. - Finaliste : 2012. |  | - Supercoupe du Turkménistan (1) : - Vainqueur : 2013. - Finaliste : 2011. |